# Trogocraspis
Trogocraspis là một chi bướm đêm thuộc họ Noctuidae.